# Literatura na Świecie
Literatura na Świecie (Literatura în lume) este o revistă poloneză de literatură universală, ce apare lunar. Ea a apărut începând din 1971 și este unul dintre cele mai importante periodice ale culturii literare poloneze din ultimele decenii. În timpul Republicii Populare Polone, a fost una dintre cele mai citite și mai căutate reviste din Polonia.
Literatura na Świecie a fost publicată sub patronajul Ministerului Culturii până în martie 2010, apoi al Bibliotecii Naționale a Poloniei (de la Varșovia) și în prezent al Institutului Cărții de la Cracovia.

## Istoric
Revista a fost publicată începând din 1971. Primii redactori din perioada 1971-1993 au fost criticii literari și traducătorii Wacław Kubacki și Wacław Sadkowski. În prezent, revista este condusă de poetul și traducătorul de poezie engleză Piotr Sommer. În conducerea revistei s-au aflat, printre alții, Leszek Engelking și Andrzej Sosnowski. La mijlocul anului 2013 revista a ajuns la nr. 500.

## Principii editoriale
Stilul periodicului din anii 1970 este păstrat și astăzi, implicând publicarea unor ediții monografice. Fiecare ediție este tematică și este dedicată fie unei literaturi naționale (suedeză, maghrebiană, belgiană etc.), fie unui fenomen literar sau cultural semnificativ (literatura Holocaustului, poezia americană), fie unui autor separat (James Joyce, Vladimir Nabokov, Michel Leiris, Walter Benjamin, Carlo Emilio Gadda, Fernando Pessoa).
Edițiile revistei au conținut adevărate bestseller-uri, precum așa-numita ediție „erotică” a Literatura na Świecie care a inclus texte de Henry Miller. De asemenea, publicarea unei serii de traduceri remarcabile ale poeziei americane contemporane (nr. 7 din 1986, menționată ca ediția „americană”), care a influențat radical poezia scrisă de tânăra generație de poeți polonezi.
În prezent, Literatura na Świecie, sub conducerea redacțională a lui Piotr Sommer, este un periodic modern și extrem de competent care nu publică doar traduceri de texte literare, dar și-a lărgit profilul, de asemenea, pentru a include prezentări mai frecvente ale textelor filosofilor contemporani. El apare lunar.
Revista acordă anual premii pentru cele mai bune traduceri.

## Autori români
În paginile acestei reviste au fost publicate opere ale unor scriitori români printre care: Ștefan Aug. Doinaș, Ioan Groșan, Flavia Cosma, Liliana Ursu, Lucian Blaga, Ana Blandiana, Mircea Zaciu, Al. Cistelecan (nr. 09/1998), Gellu Naum, Urmuz, Ștefan Bănulescu, Petru Romoșan, Mircea Cărtărescu, Nicolae Prelipceanu, Radu Petrescu, Dorin Tudoran, Paul Georgescu, Denisa Comănescu, Mariana Marin, Norman Manea, Marta Petreu, Simona Popescu, Ion Bogdan Lefter, Gheorghe Crăciun (nr. 01-02/2000), Eugen Ionescu (nr. 10-11/2000), Gheorghe Crăciun, Mircea Cărtărescu, Petru Cimpoeșu, Gabriela Adameșteanu, Ioan Es. Pop, Filip Florian, Ion D. Sîrbu, Mihail Sebastian, Dan Lungu, Alina Nelega, Andrei Pleșu, Horia-Roman Patapievici, Dan C. Mihăilescu (nr. 05-06/2008), Gellu Naum, Gherasim Luca, Petre Răileanu (nr. 01-02/2016) etc.

## Legături externe
- Site-ul oficial al revistei, care include arhiva edițiilor anterioare. În poloneză și engleză
- Site-ul web al Bibliotecii Naționale din Varșovia, Polonia - editorul revistei